# DDR-Nationalmannschaft
Die DDR-Nationalmannschaft war die Nationalauswahl in den einzelnen Sportarten. Sie vertrat bei internationalen Sportwettkämpfen den Mitgliedsverband der DDR in der jeweiligen Sportart. In vielen Sportarten existierte eine DDR-Nationalmannschaft.

## DDR-Nationalmannschaften
| Sportart   | Herren-Nationalmannschaft                         | Frauen-Nationalmannschaft                   |
| ---------- | ------------------------------------------------- | ------------------------------------------- |
| Badminton  | Badmintonnationalmannschaft der DDR               | Badmintonnationalmannschaft der DDR         |
| Basketball | Basketballnationalmannschaft der DDR              | Basketballnationalmannschaft der DDR        |
| Eishockey  | Eishockeynationalmannschaft der DDR               | -                                           |
| Fußball    | Fußballnationalmannschaft der DDR (U21, U20, U17) | Frauenfußballnationalmannschaft der DDR     |
| Handball   | Männer-Handballnationalmannschaft der DDR         | Frauen-Handballnationalmannschaft der DDR   |
| Rugby      | Rugby-Nationalmannschaft der DDR                  | -                                           |
| Volleyball | Männer-Volleyballnationalmannschaft der DDR       | Frauen-Volleyballnationalmannschaft der DDR |